# Куп шест нација 2000.
Куп шест нација 2000. (службени назив: 2000 Six Nations Championship) је било 106. издање овог најелитнијег репрезентативног рагби такмичења Старог континента, а 1. од проширења Купа пет нација на Куп шест нација.
Турнир је освојила Енглеска која је тако дошла до двадесет и треће титуле првака Европе. Дебитант Италија је већ у првом колу позитивно шокирала европску рагби јавност, победом над тада актуелним шампионом Европе Шкотском.

## Учесници
Напомена:
Северна Ирска и Република Ирска наступају заједно.
|   | Селекција                      | Стадион                             | Селектор          |
| - | ------------------------------ | ----------------------------------- | ----------------- |
| 1 | Рагби репрезентација Француске | Стад де Франс, Париз (81 338)       | Бернар Лапорт     |
| 2 | Рагби репрезентација Италије   | Стадион Фламинио, Рим (30 000)      | Бред Џонстон      |
| 3 | Рагби репрезентација Енглеске  | Стадион Твикенам, Лондон (82 000)   | Сер Клајв Вудвард |
| 4 | Рагби репрезентација Шкотске   | Стадион Марифилд, Единбург (67 144) | Сер Ијан Макгикан |
| 5 | Рагби репрезентација Велса     | Стадион Миленијум, Кардиф (74 500)  | Сер Грејам Хенри  |
| 6 | Рагби репрезентација Ирске     | Ленсдаун роуд, Даблин (48 000)      | Ворен Гатланд     |

## Такмичење

### Прво коло
Италија - Шкотска 34-20
Енглеска - Ирска 50-18
Велс - Француска 3-36

### Друго коло
Француска - Енглеска 9-15
Велс - Италија 47-16
Ирска - Шкотска

### Треће коло
Шкотска - Француска 16-28
Енглеска - Велс 46-12
Ирска - Италија 60-13

### Четврто коло
Италија - Енглеска 12-59
Велс - Шкотска 26-18
Француска - Ирска 25-27

### Пето коло
Француска - Италија 42-31
Ирска - Велс 19-23
Шкотска - Енглеска 19-13

## Табела
|   | Селекција                      | ИГ | Д | Н | И | ПД  | ПП  | ПР   | ЕД | Б |  |
| - | ------------------------------ | -- | - | - | - | --- | --- | ---- | -- | - |  |
| 1 | Рагби репрезентација Енглеске  | 5  | 4 | 0 | 1 | 183 | 70  | +113 | 20 | 8 |  |
| 2 | Рагби репрезентација Француске | 5  | 3 | 0 | 2 | 140 | 92  | +48  | 12 | 6 |  |
| 3 | Рагби репрезентација Ирске     | 5  | 3 | 0 | 2 | 168 | 133 | +35  | 17 | 6 |  |
| 4 | Рагби репрезентација Велса     | 5  | 3 | 0 | 2 | 111 | 135 | -24  | 8  | 6 |  |
| 5 | Рагби репрезентација Шкотске   | 5  | 1 | 0 | 4 | 95  | 145 | -50  | 9  | 2 |  |
| 6 | Рагби репрезентација Италије   | 5  | 1 | 0 | 4 | 106 | 228 | -122 | 9  | 2 |  |

| Победник Купа шест нација 2000.          |
| ---------------------------------------- |
| Рагби репрезентација Енглеске 23. титула |

## Индивидуална стастика
Највише поена
- Џони Вилкинсон 78, Енглеска

Највише есеја
- Брајан О’Дрискол 5, Ирска
- Остин Хили 5, Енглеска
- Бен Коен 5, Енглеска